# Stenobracon signatus
Stenobracon signatus är en stekelart som först beskrevs av Szepligeti 1914.  Stenobracon signatus ingår i släktet Stenobracon och familjen bracksteklar. Inga underarter finns listade i Catalogue of Life.